# ヒャズニングの戦い

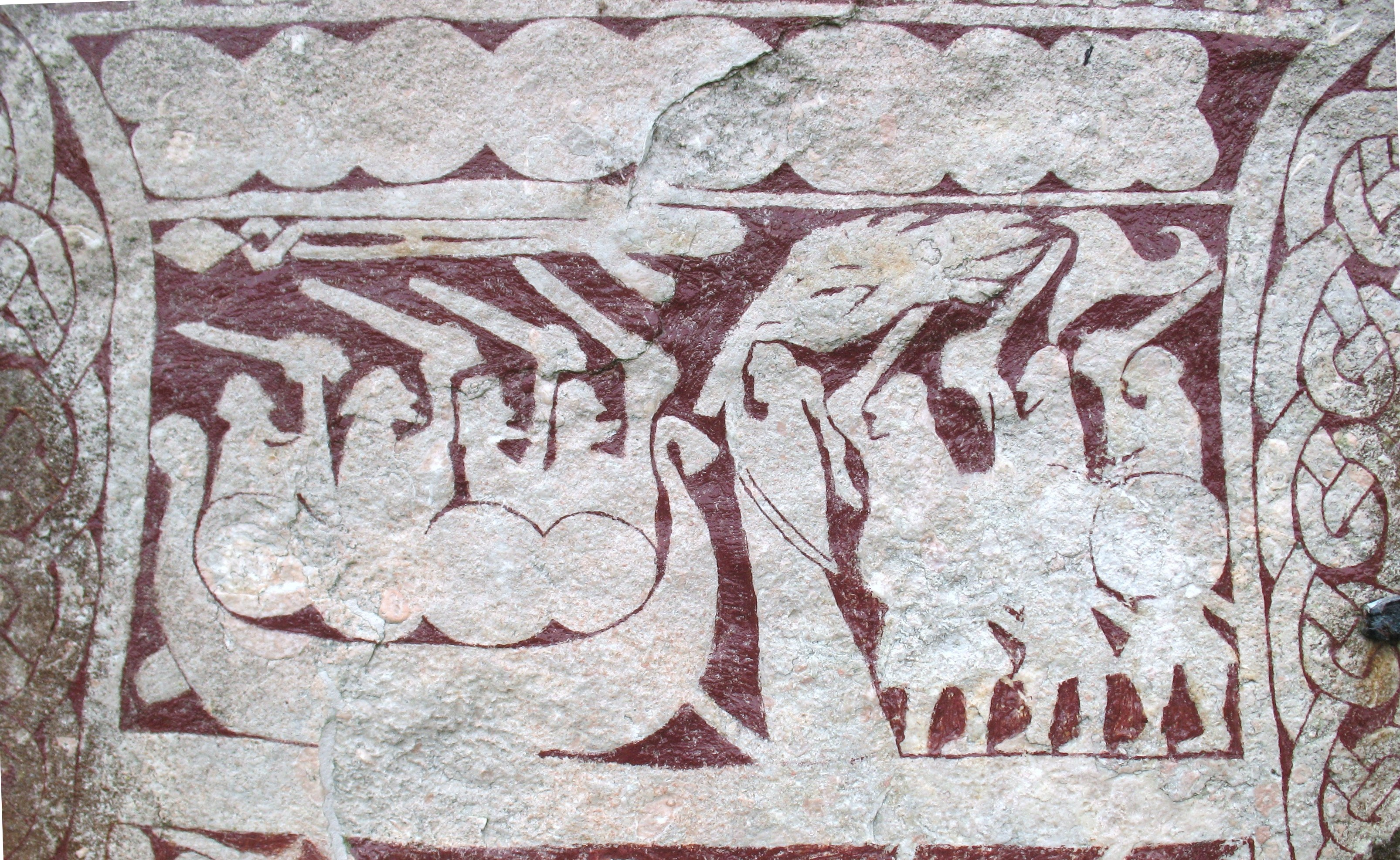
ゴットランド島にある絵画石碑の1つ、Stora Hammars I stoneの細部。2つの軍勢の間に立つ女性はヒルドだと考えられている。

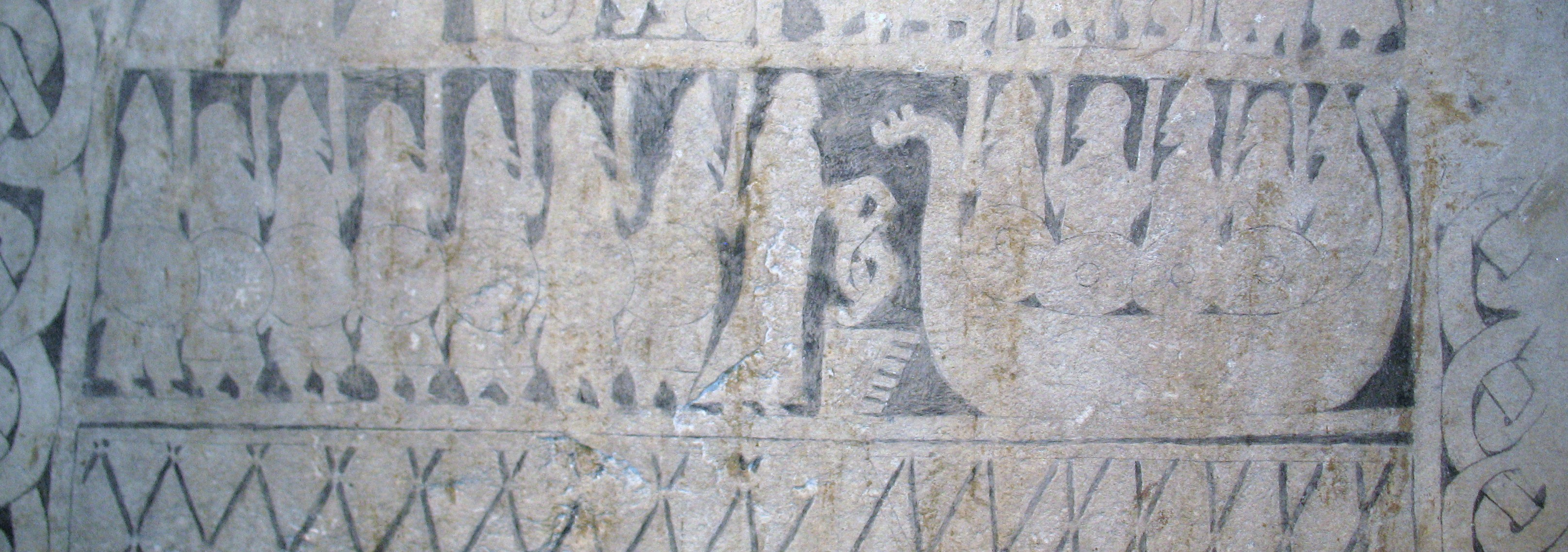
ゴットランド島にある絵画石碑の1つ、Smiss (I) stoneの細部。

ヒャズニングの戦い（古ノルド語: Hjaðningavíg ヒャズニンガヴィーグ、英語: battle of the Heodenings）、『ヘジンとホグニの伝説』（英語: legend of Heðinn and Hǫgni）または『ヒルドのサガ』（英語: Saga of Hild）は、『ソルリの話』、『ラグナル頌歌』、『デンマーク人の事績』、『スキージのリーマ』、そして『詩語法』に記述されている、決して終わらない戦いに関する北欧神話由来のスカンディナヴィアの伝説である。ゴットランド島のストーラ・ハマール(Stora Hammar)にある絵画石碑の表面に表示されて残されている（画像を参照）。さらに、伝説は古英語詩『デーオルの嘆き』と『ウィドシース』、そして古ノルド語の『Háttalykill inn forni』でも言及されている。
「Heðinn」（O.E. Heoden）や「Hǫgni」（O.E. Hagena）のような名前から、伝説が大陸のゲルマン語派に起源を持つと考えられている。

## 『エッダ』と『ラグナル頌歌』
『詩語法』と『ラグナル頌歌』においては、ヘグニの娘ヒルドが、ヘグニがしばらく不在にした間にヒャッランディの息子であるヘジンという名の王子によって誘拐された部分が合致している。ヘグニは帰還すると、すぐに娘を捜し始めた。より古い詩である『ラグナル頌歌』においては、ヘグニは彼女と、ヘジンがその軍勢と共に待っていた島をようやく見つけた。この島は、『詩語法』の中ではスノッリ・ストゥルルソンによってオークニー諸島の中のハー島として説明される。
ヒルドは自分の父を歓迎し、ヘジンの代理として、父に和睦と首飾りを提供した。しかしヘグニはその剣ダーインスレイヴをすでに鞘から抜いていた。その剣は、決して癒えることのない傷を与え、テュルフィングのようにいったんそれが鞘から抜かれたら常に人間を殺した。戦いが起こり、そして彼らは一日中戦い、多くの人々が死んだ。夜になるとヘジンとヘグニは彼らの野営設備に戻った。しかしヒルドは戦場に留まった。彼女は呪文で彼らを復活させ、倒れていた兵士達は改めて戦い始めた。そしてこれはラグナロクまで続いた。

## 『ソルリの話』
『ソルリの話』はフラート島本に含まれる短い物語である。本は15世紀に2人のキリスト教徒の司祭によって書かれた、ノルウェー人の王達についての話を収集したもので、フラテイ島(en)出身の一族によって所有されていた。ソルリの話は、ノルウェーとアイスランドでキリスト教を奨励した最初の人物であるノルウェーの王オーラヴ1世（オーラヴ・トリグヴァソン）に関するものである。
物語は、『ヘイムスクリングラ』の一部、詩『ロキの口論』の一部（首飾りのために若者と関係を持ったゲフィオンのくだり）の部分、『家の頌歌』（ブリーシンガメンを盗むロキのモチーフ）の部分、そして永遠の戦い「ヒャズニングの戦い」の部分を借りた。物語の最後は、キリスト教の出現が、ラグナロクまで因襲的に続くことになっていた昔からの呪いを終らせる。

## 『スキージのリーマ』
『スキージのリーマ』においては、戦いがワルハラ自体を破壊する恐れがあったため、オーディンは哀れな乞食スキージ（Skíði）を呼ぶためにトールを派遣した。それはスキージが戦いを止められるためであった。スキージがヒルドに結婚したいと頼み、彼女が同意することによって、戦いをなんとか止めることができた。

## 『デンマーク人の事績』
サクソ・グラマティクスは、ヒティン(Hithinus)がノルウェーの氏族の王子で小柄な男性であったと語っている。ヒティンは、強靱な体つきをしたユトランドの首領ヘギン(Höginus)の娘、ヒルダと恋に落ちた。ヒティンとヒルダは、彼らが会う前に恋に落ちたのだが、それは実際には互いに関する世評に感動したためである。
春、ヒティンとヘギンは一緒に略奪に出かけた。そして、もし何かが起きたならば彼らが互いに復讐をすると約束しているヒティンを、ヘギンは自分の娘と婚約させた。
しかしながら、悪意ある弁舌が、ヒティンが婚約の前にヒルダに関係したという噂を広めた。ヘギンは流言を信じてしまい、ヒティンを攻撃した。しかし、ヘギンは打ち負かされてユトランドに戻された。
デンマークの王フロートが仲裁しようとしたが、問題が決闘(en:holmgang)で解決されるという結論を下さなければならない状況に至っていた。戦闘の間にヒティンは重傷を負い、失血し始めた。ヘギンはヒティンに情けをかけることに決めた。それは、古代の北欧人の間では、自分より弱い誰かを殺すことは恥だと考えられていたためである。そして、ヒティンは彼の部下によって家に連れて帰られた。
昔の間、未熟であるか弱かった人からその生命を奪うことは、恥ずべきであると思われた; とてもしっかりと、戦士の古風な勇敢さは彼らを慎み深くしえたすべてを心に留めていた。それでヒティンは、彼の部下の助けを借りて自分の船へ連れ戻されて行き、敵の情け深さによって救われた。 Saxo book 5,2
7年後、2人の男は再び戦い始めたが、両者ともに自分の傷のために死んだ。しかし、ヒルダは両者ともとても愛していた。そのため彼女は、毎晩死人を呼び出すために呪文を使った。そして、戦いはいつまでも続いた。

## 『デーオルの嘆き』
戦いは、10世紀の古英語詩『デーオルの嘆き』でも触れられる。詩人は、より優れた詩人ヘオルレンダ（Heorrenda）が彼に取って代わるまで、ヘオドニング王家（Heodenings）に仕えたことを説明している。

| Þæt ic bi me sylfumsecgan wille, þæt ic hwile wæs Heodeninga scop, dryhtne dyre. Me wæs Deor noma. Ahte ic fela wintrafolgað tilne, holdne hlaford, oþþæt Heorrenda nu, leoðcræftig monnlondryht geþah, þæt me eorla hleoær gesealde. Þæs ofereode, þisses swa mæg! | I wish to say this about myself: That for a time I was the Heodenings' poet, dear to my lord - my name was "Deor". For many years I had a profitable position, a loyal lord until now that Heorrenda, the man skilled in song, has received the estate which the warriors' guardian had given to me. That went by, so can this. | 我、自身につきて語らん、 我嘗てヘオドニング王家の詩人なりし、 主君にとりて愛すべき（者なりし）、我の名はデーオルなりき。 我長年良き役目持ちたり。 情熱き主君（持ちたり）、然るに現在、ヘオルレンダ、 詩に長けし男の地位（土地？）を得たり、 人々の守護者の嘗て我に与えし（地位（土地？））を。 かくして（苦難の）過ぎ去りし。しかして此度も（苦難の）過ぎ去らん。 |

ヘオドニングとヘオルレンダは、おそらくはアイロニーまたはユーモアの度合を加えるために、『デーオルの嘆き』において言及されている。永遠に、ヘオドニングの悲劇は「通り過ぎ」ないであろう。